# Geumhollyeong, Joseon hon-in geumjiryeong
Geumhollyeong, Joseon hon-in geumjiryeong (금혼령, 조선 혼인 금지령?; lett. "Geumhollyeong, il divieto di sposarsi in Joseon", anche nota con il titolo internazionale The Forbidden Marriage) è una serie televisiva sudcoreana trasmessa su MBC TV dal 9 dicembre 2022 al 21 gennaio 2023. È tratta dall'omonimo romanzo ipertestuale della sceneggiatrice della serie, Chun Ji-hye.

## Trama
Dopo la morte della principessa ereditaria avvenuta sette anni prima, suo marito, il re Lee Heon, ha proibito il matrimonio nel Joseon. Un giorno incontra So-rang, una truffatrice che sostiene di essere posseduta dallo spirito della principessa defunta.

## Personaggi e interpreti
- Ye So-rang, interpretata da Park Ju-hyun
- Lee Heon, interpretato da Kim Young-dae
- Lee Shin-won, interpretato da Kim Woo-seok